# Arco Delicado

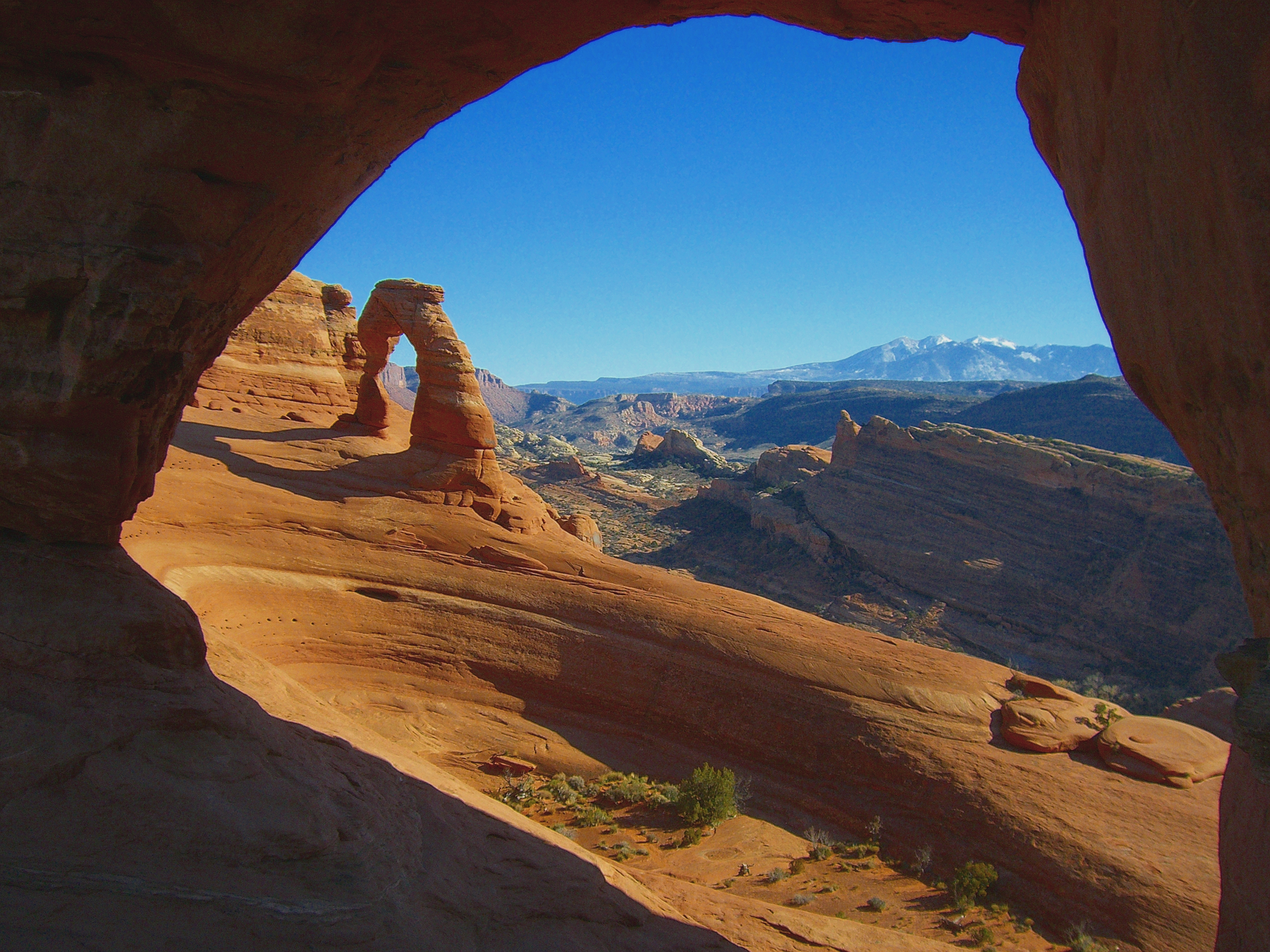
O Arco Delicado contemplado a partir de um arco contíguo.

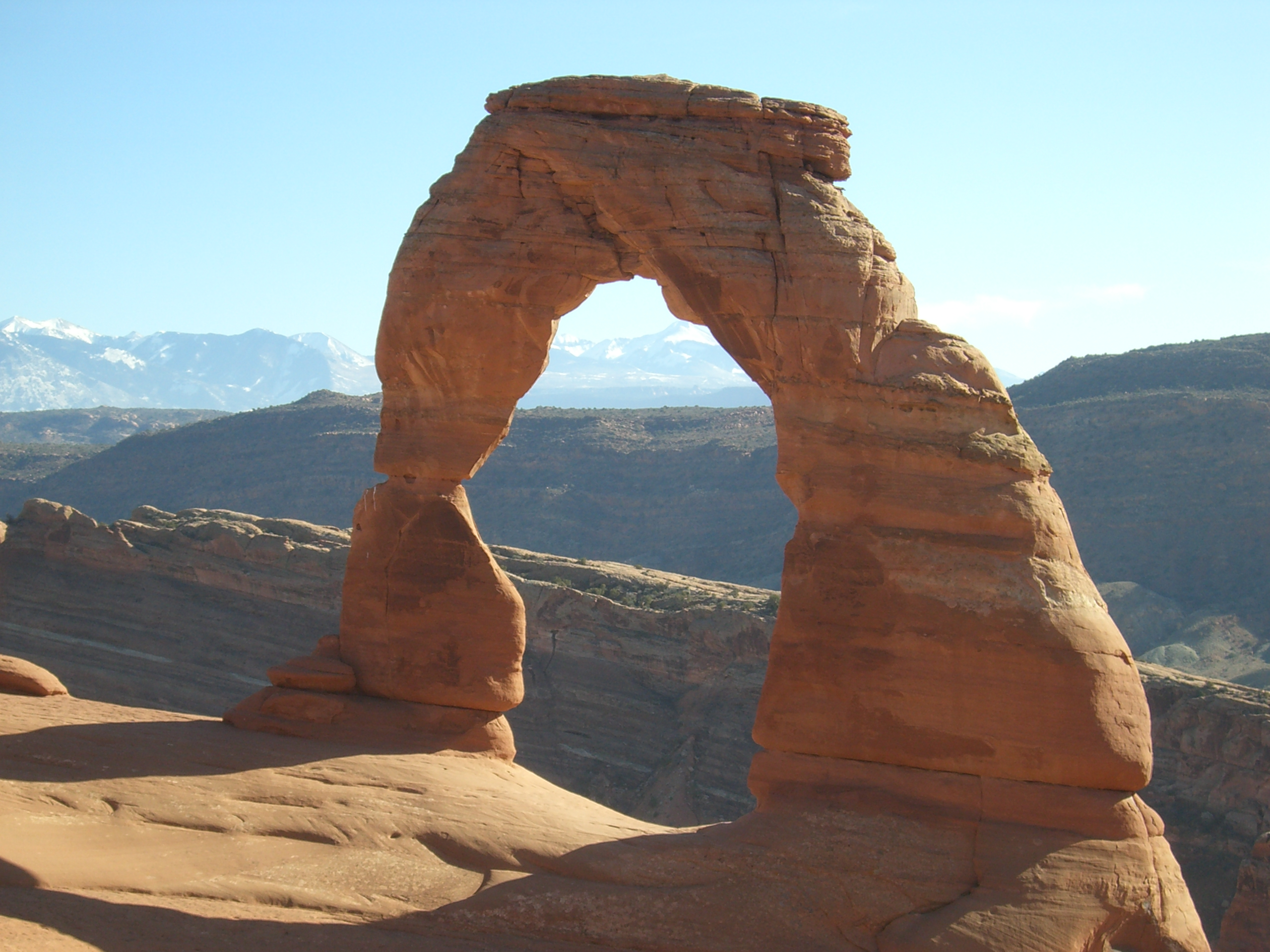
O Arco Delicado na sua extensão.

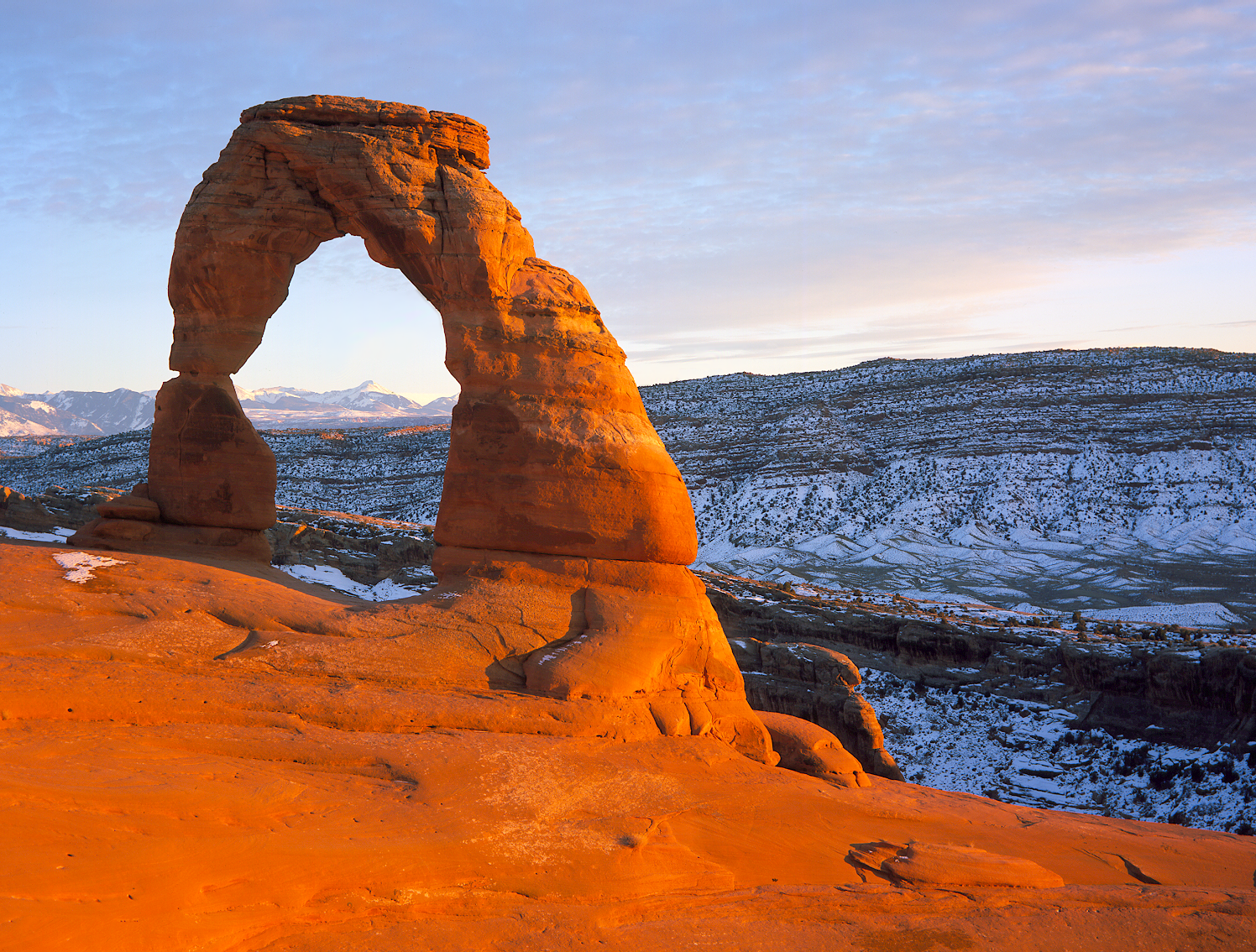
Vista do Arco Delicado ao pôr do Sol.

O Arco Delicado (em inglês:  Delicate Arch) é um arco natural localizado no Utah, Estados Unidos. O arco não é só um dos símbolos mais conhecidos do Parque Nacional dos Arcos, onde está situado, mas também de todo o estado do Utah. A sua imagem pode encontrar-se nas matrículas do Estado e nos selos postais emitidos em comemoração do centenário da fundação do estado em 1996. A tocha olímpica dos Jogos Olímpicos de Inverno em Salt Lake City 2002 também passou debaixo deste arco.
O Arco Delicado é de arenito e sofre um contínuo processo de erosão. Tem altura de 16 metros e no ponto mais estreito tem uma espessura de 2 metros. Ao contemplar o arco pode-se observar as Montanhas La Sal através dele.

## Rota turística
Para aceder ao arco há um caminho de mais de 4 km de comprimento, que começa no Wolfe Ranch. O desnível do percurso é de cerca de 150 m. Para o trajeto de ida e volta deve-se contar com 2 a 3 horas. Os primeiros troços do caminho são planos, mas o caminho depois desaparece e passa a estar indicado por rochas acumuladas. O arco não pode ser visto durante o caminho, só ao chegar muito perto. Esta é considerada uma das rotas de caminhada mais bonitas do mundo. O arco é especialmente belo quando visto ao pôr do Sol.